# Miss Brasil 2007
Miss Brasil 2007 foi a 53ª edição do tradicional concurso de beleza feminino de Miss Brasil, válido para a disputa internacional de Miss Universo. O evento teve seu ápice na noite do dia 14 de abril de 2007 no espaço de eventos "Vivo Rio", na cidade do Rio de Janeiro, Estado homônimo. A gaúcha Rafaela Zanella, eleita no ano anterior passou a coroa à sua sucessora, junto à Miss Universo 2006, Zuleyka Rivera que passou à faixa a grande campeã, com músicas da banda RPM e apresentação do modelo Guilherme Arruda e uma das diretoras do concurso nacional na época, Nayla Micherif. Na ocasião, sagrou-se campeã a representante de Minas Gerais, Natália Guimarães, natural de Juiz de Fora, levando ao seu Estado natal o sétimo título nacional conquistado.

## Resultados

### Colocações

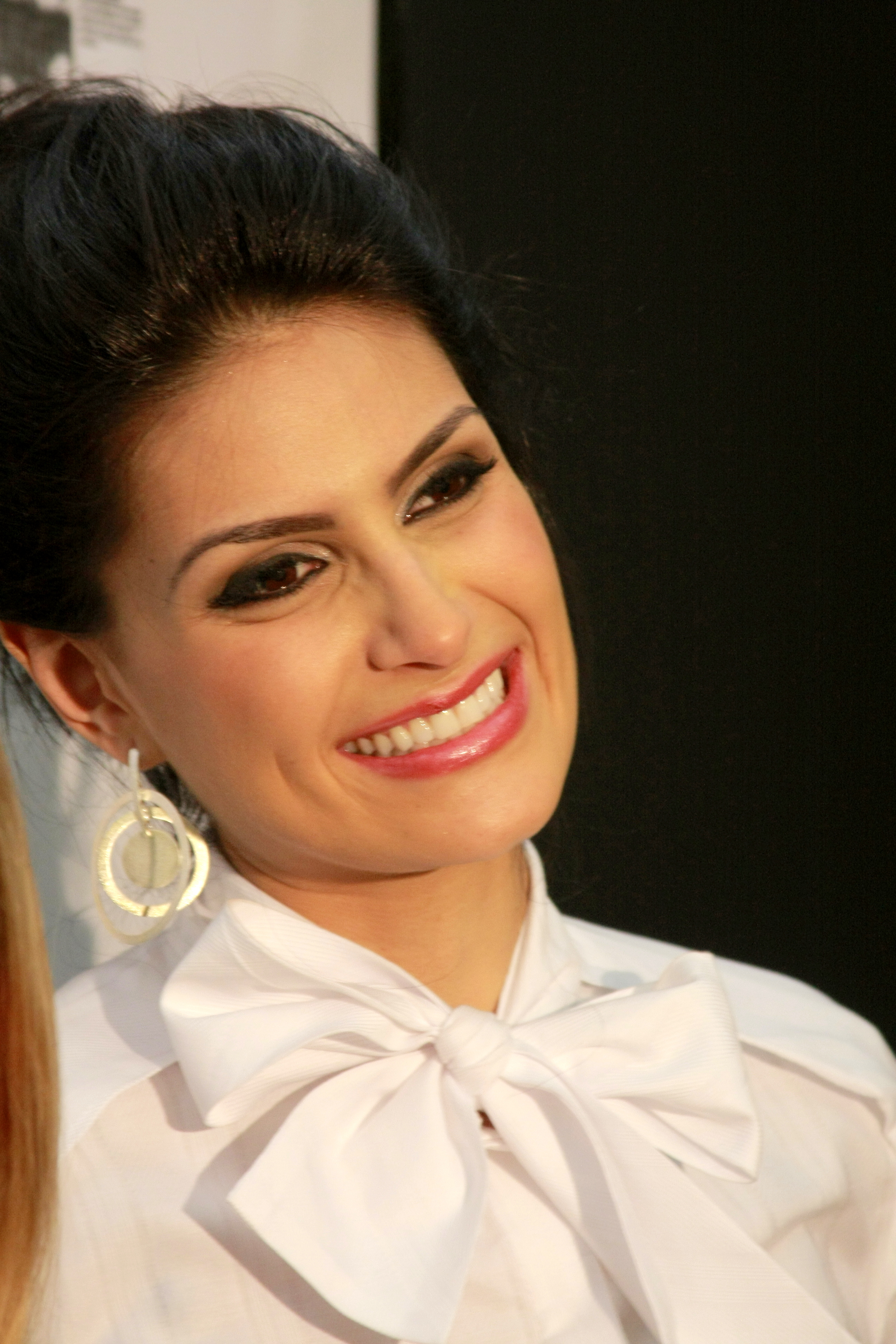
A vencedora deste ano, a mineira de Belo Horizonte, Natália Guimarães, posteriormente Vice-Miss Universo 2007.
| Posição                 | Estado & Candidata |
| ----------------------- | --- |
| Vencedora               | - Minas Gerais - Natália Guimarães |
| 2º. Lugar               | - Rio Grande do Sul - Carolina Prates |
| 3º. Lugar               | - Paraná - Vivian Noronha Cia |
| 4º. Lugar               | - Pernambuco - Wilma Gomes |
| 5º. Lugar               | - São Paulo - Sabrina Rhoden |
| (TOP 10) Semifinalistas | - Bahia - Renata Marzolla - Mato Grosso - Juliana Simon - Rio Grande do Norte - Kalline Freire - Rondônia - Iaísa Helena Ribeiro - Santa Catarina - Manuela Heiderscheidt |
| (TOP 15) Semifinalistas | - Amazonas - Priscila Riker - Espírito Santo - Jakeline Lemke - Goiás - Liandra Schmidt - Pará - Naiane Figueiredo Alves - Rio de Janeiro - Aiana Soares                  |

### Prêmios Especiais
O concurso distribuiu os seguintes prêmios este ano:
| Prêmio              | Estado & Candidata                 |
| ------------------- | ---------------------------------- |
| Miss Simpatia       | - Pernambuco - Wilma Gomes         |
| Miss Voto Popular   | - Espírito Santo - Jackeline Lemke |
| Melhor Traje Típico | - Amapá - Carla Helena Melo        |

### Ordem dos Anúncios
| 1. Espirito Santo 2. Goiás 3. Rondônia 4. Bahia 5. Rio de Janeiro 6. Pernambuco 7. Pará 8. Santa Catarina 9. Minas Gerais 10. Rio Grande do Sul 11. Paraná 12. São Paulo 13. Amazonas 14. Mato Grosso 15. Rio Grande do Norte | 1. Paraná 2. São Paulo 3. Pernambuco 4. Rio Grande do Sul 5. Minas Gerais |  |  |

## Resposta Final
Questionada pela jurada sobre a política atual brasileira, a vencedora respondeu:
| “ | Bom, eu acho que no Brasil nós temos alguns políticos que não tem muita responsabilidade com o seu povo. Porém nós não podemos deixar de lado alguns que fazem muito bem o seu trabalho, como o governante do meu Estado, Aécio Neves. | ” |

## Jurados

### Final
Ajudaram a selecionar a campeã:
1. Miguel Thiré, ator;
2. Lara Gerin, estilista;
3. Diego Hypólito, ginasta;
4. Luize Altenhofen, modelo;
5. Ricardo Vieira, designer de jóias;
6. Marcelinho Carioca, jogador de futebol;
7. Peter Dan, CEO da "Colgate-Palmolive".
8. Daniel Ackerman, cônsul do Suriname;
9. Fernando Torquatto, fotógrafo;
10. Leão Lobo, apresentador;
11. Adriane Bastos, estilista;
12. Regina Rito, jornalista;
13. David Azulay, estilista;

## Candidatas
Disputaram o título este ano: 
| - Acre - Angélyca Sampaio - Alagoas - Camilla Reis - Amapá - Carla Helena Melo - Amazonas - Priscila Riker - Bahia - Renata Marzolla - Ceará - Raphaella Mendes - Distrito Federal - Rafaela Studart - Espírito Santo - Jakeline Lemke - Goiás - Liandra Schmidt - Maranhão - Maiara Bentiví - Mato Grosso - Juliana Simon - Mato Grosso do Sul - Eigla Carla - Minas Gerais - Natália Guimarães - Pará - Naiane Alves | - Paraíba - Roberta Guerra - Paraná - Vivian Noronha Cia - Pernambuco - Wilma Gomes - Piauí - Amanda Costa - Rio de Janeiro - Aiana Soares - Rio Grande do Norte - Kalline Freire - Rio Grande do Sul - Carolina Prates - Rondônia - Iaísa Helena Ribeiro - Roraima - Monnya Leite - Santa Catarina - Manuela Heiderscheidt - São Paulo - Sabrina Rhoden - Sergipe - Paloma Melo - Tocantins - Jaqueline Moura |

## Audiência
Em relação ao ano anterior, a Band voltou a perder audiência com a transmissão do Miss Brasil 2007. Na medição do Ibope realizada na grande São Paulo (principal centro de decisões do mercado publicitário do país), a emissora teve média de 4.5 e pico de 7.5 pontos. Isso significou queda de 1.5 ponto tanto para a média geral de audiência quanto para seu pico. Mesmo com a ampliação da base de medição de cada ponto pelo Ibope (de 49.5 mil, no Miss Brasil 2005 para 178.3 mil telespectadores no concurso de 2007), o quadro acima não perde valor em termos percentuais. Não há informações sobre a audiência do certame em outras praças, nem no PNT (Painel Nacional de Televisão).

## Concursos Estaduais

### Indicações
Apesar de ter sido a primeira miss estadual eleita para essa edição, Iaísa Ribeiro só foi coroada oficialmente Miss Rondônia no dia nove de dezembro de 2006, de acordo com o site do concurso nacional. Liandra Schmidt foi eleita Miss Goiás no dia treze de setembro, após a organização ter cancelado o concurso do ano anterior. Apenas cinco estados decidiram indicar candidatas para o concurso: Amazonas, Espírito Santo, Maranhão, Mato Grosso do Sul e Roraima. 
Durante a eleição de Miss Acre, em março, a candidata da cidade de Acrelândia, Angélica dos Santos Sampaio, chegou a ser anunciada como vencedora. Mas por ser menor de idade (tinha apenas 17 anos), ela não poderia participar do Miss Brasil. Numa interpretação literal do regulamento, a Miss Rio Branco Diana Faria, segunda colocada no certame, iria em seu lugar. No entanto, a coordenação estadual do Miss Brasil decidiu manter Angélica na competição nacional porque a regra permite a participação de candidatas que venham a completar 18 anos no ano de realização do certame.

### Produção
A Rede Bandeirantes contratou Rodrigo Carelli para dirigir a transmissão deste ano. Carelli, (ex-diretor da Casa dos Artistas) e de alguns acústicos da MTV, já tinha feito essa tarefa em 2004 e 2005. Pela primeira vez, um estrangeiro foi o coreógrafo de uma edição do concurso nacional. Trata-se do norte-americano Scott Grossman, que trabalha há vinte anos para os concursos de Miss Estados Unidos e Miss Universo.

## Histórico

### Registros
- No dia 27 de março, todos os 26 Estados e o Distrito Federal encerraram a escolha de suas representantes para o certame.

- A partir de 2007, o Miss Paraná passa a ser da empresa BMW Eventos, organizadora do concurso Miss Maringá.

- Rondônia foi o primeiro Estado a eleger candidata para o Miss Brasil 2007, em abril de 2006. A modelo Iaísa Ribeiro foi a escolhida.

- Pela primeira vez, o concurso para a escolha da Miss Paraíba teve transmissão televisiva.

- Após cinco anos, o concurso de Miss Paraná voltou a ser exibido em rede estadual de TV.